# Ga Bang Yi Khan MRT
Ga Bang Yi Khan (tiếng Thái: สถานีบางยี่ขัน, phát âm [sā.tʰǎː.nīː bāːŋ jîː kʰǎn]) là ga đường sắt trên cao thuộc Tuyến MRT Xanh Dương phục vụ cho Vùng đô thị Bangkok ở Thái Lan. Nhà ga mở cửa ngày 23 tháng 12 năm 2019. Nhà ga là một trong chín nhà ga thuộc giai đoạn 3 của Tuyến MRT Xanh Dương.